# Grammy Award for Best New Age, Ambient or Chant Album

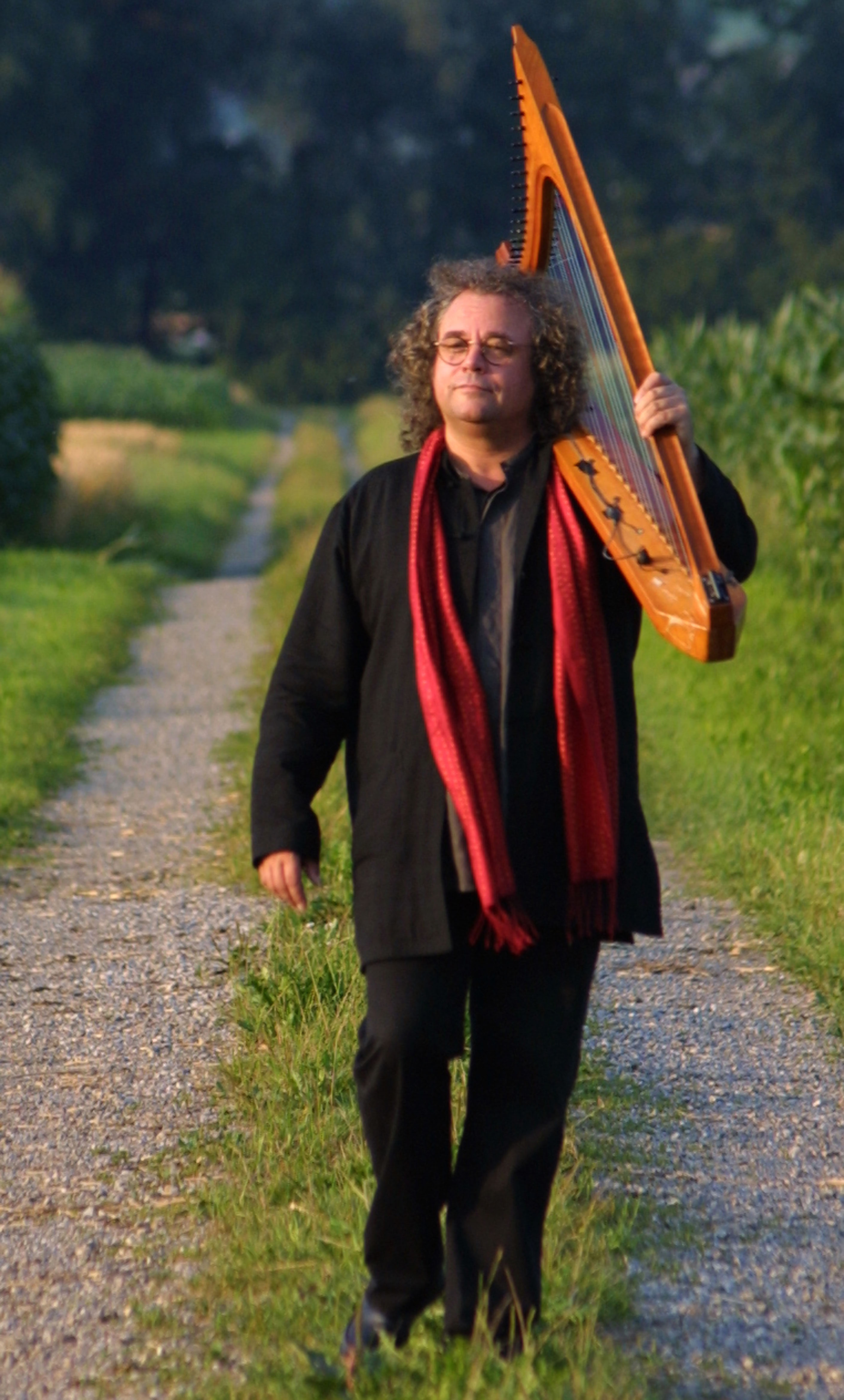
Erster Preisträger des Grammy Award for Best New Age Album war 1987 der Schweizer Musiker und Komponist Andreas Vollenweider

Der Grammy Award for Best New Age, Ambient or Chant Album, bis 2022 Grammy Award for Best New Age Album, auf Deutsch „Grammy-Auszeichnung für das beste New-Age-, Ambient- und Chant-Album“, ist ein Musikpreis, der seit 1987 von der amerikanischen Recording Academy im Bereich der New-Age-Musik verliehen wird.

## Geschichte und Hintergrund
Die seit 1959 verliehenen Grammy Awards werden jährlich in zahlreichen Kategorien von der Recording Academy in den Vereinigten Staaten vergeben, um künstlerische Leistung, technische Kompetenz und hervorragende Gesamtleistung ohne Rücksicht auf die Album-Verkäufe oder Chart-Position zu würdigen.
Eine dieser Kategorien ist der Grammy Award for Best New Age Album. Ursprünglich als Grammy Award for Best New Age Recording bezeichnet, wurde die Auszeichnung erstmals 1987 bei der 29. Verleihung der Grammy Awards an den Schweizer Musiker Andreas Vollenweider für sein Album Down to the Moon verliehen. Von 1988 bis 1991 wurde die Kategorie als Best New Age Performance bezeichnet. Seit 1992 wurde der Preis als Best New Age Album vergeben. Zu den Preisträgern gehören seit 2001 neben den Künstlern auch die Produzenten und Toningenieure des Albums. For die Grammy Award 2023 wurde der Preis auf Grammy Award for Best New Age, Ambient or Chant Album erweitert.
Der US-amerikanische Saxophonist Paul Winter hält bisher den Rekord für die meisten Siege in der Kategorie Grammy Award for Best New Age Album. Er hat bisher sechsmal gewonnen (viermal als Bandleader seiner Gruppe Paul Winter Consort). Paul Winter ist auch der einzige Musiker, der den Preis nacheinander gewonnen hat. 1994 erhielt er die Auszeichnung als Mitglied seines Ensembles für Spanish Angel und 1995 als Solokünstler für Prayer for the Wild Things. Die irische Musikerin Enya wurde bisher mit vier Preisen ausgezeichnet. Der japanische Komponist und Musiker Kitarō hält den Rekord für die meisten Nominierungen und war im Jahr 2001 der Preisträger. Bei den Grammy Awards 2018 war Peter Kater zum dreizehnten Mal nominiert und gewann seinen ersten Grammy für Dancing on Water. R. Carlos Nakai ist der einzige Künstler, der im selben Jahr für mehr als ein Werk nominiert wurde – bei den 42. Grammy Awards im Jahr 2000 wurde er neben Paul Horn für Inside Monument Valley und für sein eigenes Album Inner Voices nominiert. Die Gruppe Tangerine Dream hält den Rekord für die meisten Nominierungen in Folge. Sie wurde von 1992 bis 1996 fünf Mal hintereinander nominiert.

## Gewinner und Nominierte
| Jahr                 | Künstler                                                  | Nationalität                   | Album                                            | Nominierte | Bild des/der Gewinner(s) |
| -------------------- | --------------------------------------------------------- | ------------------------------ | ------------------------------------------------ | --- | ------------------------ |
| 1987                 | Andreas Vollenweider                                      | Schweiz                        | Down to the Moon                                 | - Jean Michel Jarre – Rendez-Vous - Paul Winter – Canyon - Verschiedene Künstler (Windham Hill Records) – A Winter Solstice - Verschiedene Künstler (Windham Hill Records) – Sampler '86                         |                          |
| 1988                 | Yusef Lateef                                              | Vereinigte Staaten             | Yusef Lateef’s Little Symphony                   | - Paul Horn – Traveler - Kitarō – The Field - Montreux – Sweet Intentions - Patrick O’Hearn – Between Two Worlds - Liz Story – Reconciliations                                                                   |                          |
| 1989                 | Shadowfax                                                 | Vereinigte Staaten             | Folksongs for a Nuclear Village                  | - Suzanne Ciani – Neverland - Mark Isham – Castalia - Steve Khan und Rob Mounsey – Local Color - Paul Winter – Down in Belgorod                                                                                  |                          |
| 1990                 | Peter Gabriel                                             | Vereinigtes Königreich         | Passion: Music for The Last Temptation of Christ | - Enya – "Orinoco Flow (Sail Away)" - Mark Isham – Tibet - Andreas Vollenweider – Dancing with the Lion - Paul Winter – Icarus                                                                                   |                          |
| 1991                 | Mark Isham                                                | Vereinigte Staaten             | Mark Isham                                       | - Acoustic Alchemy – "Caravan of Dreams" - Michael Hedges – Taproot - Mannheim Steamroller – Yellowstone: The Music of Nature - Mysterious Voices of Bulgaria – Balkan - Paul Winter – Earth: Voices of a Planet |                          |
| 1992                 | Chip Davis                                                | Vereinigte Staaten             | Fresh Aire 7                                     | - David Arkenstone – In the Wake of the Wind - Suzanne Ciani – Hotel Luna - Ottmar Liebert – Borrasca - Tangerine Dream – Canyon Dreams                                                                          |                          |
| 1993                 | Enya                                                      | Irland                         | Shepherd Moons                                   | - Kitarō – Dream - Shadowfax – Esperanto - Tangerine Dream – Rockoon - Yanni – Dare to Dream |                          |
| 1994                 | Paul Winter Consort                                       | Vereinigte Staaten             | Spanish Angel                                    | - Clannad – Banba - Ottmar Liebert und Luna Negra – The Hours Between Night and Day - Tangerine Dream – 220 Volt Live - Yanni – In My Time                                                                       |                          |
| 1995                 | Paul Winter                                               | Vereinigte Staaten             | Prayer for the Wild Things                       | - Craig Chaquico – Acoustic Planet - Kitarō – Mandala - Michael Nesmith – The Garden - Tangerine Dream – Turn of the Tides                                                                                       |                          |
| 1996                 | George Winston                                            | Vereinigte Staaten             | Forest                                           | - Suzanne Ciani – Dream Suite - Kitarō – An Enchanted Evening - Patrick O’Hearn – Trust - Tangerine Dream – Tyranny of Beauty                                                                                    |                          |
| 1997                 | Enya                                                      | Irland                         | The Memory of Trees                              | - Acoustic Alchemy – Arcanum - Suzanne Ciani – Pianissimo II - Clannad – Lore - Ottmar Liebert und Luna Negra – Opium                                                                                            |                          |
| 1998                 | Michael Hedges                                            | Vereinigte Staaten             | Oracle                                           | - Enigma – Le Roi est mort, vive le Roi! - Mike Oldfield – Voyager - Vangelis – Oceanic - Paul Winter – Canyon Lullaby                                                                                           |                          |
| 1999                 | Clannad                                                   | Irland                         | Landmarks                                        | - William Ackerman – Sound of Wind Driven Rain - Alex De Grassi – The Water Garden - Kitarō – Gaia Onbashira - John Tesh – Grand Passion                                                                         |                          |
| 2000                 | Paul Winter                                               | Vereinigte Staaten             | Celtic Solstice                                  | - David Arkenstone – Citizen of the World - Suzanne Ciani – Turning - Paul Horn und R. Carlos Nakai – Inside Monument Valley - R. Carlos Nakai – Inner Voices - George Winston – Plains                          |                          |
| 2001                 | Kitarō                                                    | Japan                          | Thinking of You                                  | - Maire Brennan – Whisper to the Wild Water - Phil Coulter – Highland Cathedral - David Lanz – East of the Moon - R. Carlos Nakai, William Eaton, Will Clipman & Nawang Khechog – In a Distant Place             |                          |
| 2002                 | Enya                                                      | Irland                         | A Day Without Rain                               | - Philip Aaberg – Live from Montana - David Darling – Cello Blue - Kitarō – Ancient - Sacred Spirit – Sacred Spirit II: More Chants and Dances of the Native Americans                                           |                          |
| 2003                 | Tingstad and Rumbel                                       | Vereinigte Staaten             | Acoustic Garden                                  | - William Ackerman – Hearing Voices - Kitarō – An Ancient Journey - R. Carlos Nakai – Fourth World - Jai Uttal & Pagan Love Orchestra – Mondo Rama                                                               |                          |
| 2004                 | Pat Metheny                                               | Vereinigte Staaten             | One Quiet Night                                  | - Cusco – Inner Journeys: Myths & Legends - Michael Hoppé – Solace - Peter Kater – Red Moon - Kitarō – Sacred Journey of Ku-Kai                                                                                  |                          |
| 2005                 | William Ackerman                                          | Vereinigte Staaten             | Returning                                        | - David Arkenstone – Atlantis: A Symphonic Journey - Moya Brennan – Two Horizons - Peter Kater – Piano - Jonathan Elias – American River                                                                         |                          |
| 2006                 | Paul Winter Consort                                       | Vereinigte Staaten             | Silver Solstice                                  | - Jack DeJohnette – Music in the Key of Om - Kitarō – Sacred Journey of Ku-Kai, Volume 2 - R. Carlos Nakai Quartet – People of Peace - George Winston – Montana – A Love Story                                   |                          |
| 2007                 | Enya                                                      | Irland                         | Amarantine                                       | - Enigma – A posteriori - Gentle Thunder mit Will Clipman und AmoChip Dabney – Beyond Words - Peter Kater – Elements Series: Fire - Andreas Vollenweider – The Magical Journeys of Andreas Vollenweider          |                          |
| 2008                 | Paul Winter Consort                                       | Vereinigte Staaten             | Crestone                                         | - Peter Kater – Faces of the Sun - Kitarō – Sacred Journey of Ku-Kai, Volume 3 - Ottmar Liebert – One Guitar - Eric Tingstad – Southwest                                                                         |                          |
| 2009                 | Jack DeJohnette                                           | Vereinigte Staaten             | Peace Time                                       | - William Ackerman – Meditations - Will Clipman – Pathfinder - Peter Kater – Ambrosia - Ottmar Liebert und Luna Negra – The Scent of Light                                                                       |                          |
| 2010                 | David Darling                                             | Vereinigte Staaten             | Prayer for Compassion                            | - Jim Brickman – Faith - Henta – Laserium for the Soul - Peter Kater, Dominic Miller, Kenny Loggins und Jaques Morelenbaum – In a Dream - Kitarō – Impressions of the West Lake                                  |                          |
| 2011                 | Paul Winter Consort                                       | Vereinigte Staaten             | Miho: Journey to the Mountain                    | - Michael Brant DeMaria – Ocean - Kitarō – Sacred Journey of Ku-Kai, Volume 4 - R. Carlos Nakai, William Eaton und Will Clipman – Dancing Into Silence - Zamora – Instrumental Oasis, Vol 4                      |                          |
| 2012                 | Pat Metheny                                               | Vereinigte Staaten             | What’s It All About                              | - Al Conti – Northern Seas - Michael Brant DeMaria – Gaia - Peter Kater – Wind, Rock, Sea & Flame - Zamora – Instrumental Oasis, Vol. 6                                                                          |                          |
| 2013                 | Omar Akram                                                | Afghanistan Vereinigte Staaten | Echoes of Love                                   | - Krishna Das – Live Ananda - Michael Brant DeMaria – Bindu - Steven Halpern – Deep Alpha - Peter Kater – Light Body - Loreena McKennitt – Troubadours of the Rhine                                              |                          |
| 2014                 | Laura Sullivan                                            | Vereinigte Staaten             | Love's River                                     | - Brian Eno – Lux - Peter Kater – Illumination - Kitarō – Final Call - R. Carlos Nakai und Will Clipman – Awakening the Fire                                                                                     |                          |
| 2015                 | Ricky Kej und Wouter Kellerman                            | Indien und Südafrika           | Winds of Samsara                                 | - Paul Avgerinos – Bhakti - Peter Kater und R. Carlos Nakai – Ritual - Kitarō – Symphony Live in Istanbul - Silvia Nakkach und David Darling – In Love and Longing                                               |                          |
| 2016                 | Paul Avgerinos                                            | Vereinigte Staaten             | Grace                                            | - Madi Das – Bhakti Without Borders - Catherine Duc – Voyager - Peter Kater – Love - Ron Korb – Asia Beauty |                          |
| 2017                 | White Sun                                                 | Vereinigte Staaten             | White Sun II                                     | - John Burke – Orogen - Enya – Dark Sky Island - Peter Kater und Tina Guo – Inner Passion - Vangelis – Rosetta                                                                                                   |                          |
| 2018                 | Peter Kater                                               | Vereinigte Staaten             | Dancing on Water                                 | - Kitarō – Sacred Journey of Ku-Kai Vol. 5 - Steve Roach – Spiral Revelation - Brian Eno – Reflection - India.Arie – SongVersation: Medicine                                                                     |                          |
| 2019                 | Opium Moon                                                | Vereinigte Staaten             | Opium Moon                                       | - Lisa Gerrard und David Kuckhermann – Hiraeth - Snatam Kaur – Beloved - Steve Roach – Molecules of Motion - Jim Kimo West – Moku Maluhia - Peaceful Island                                                      |                          |
| 2020 26. Januar 2020 | Peter Kater                                               | Vereinigte Staaten             | Wings                                            | - David Arkenstone – Fairy Dreams - David Darling – Homage to Kindness - Sebastian Plano – Verve - Deva Premal – Deva                                                                                            |                          |
| 2021 14. März 2021   | Jim West                                                  | Kanada                         | More Guitar Stories                              | - Laurie Anderson, Tenzin Choegyal & Jesse Paris Smith – Songs from the Bardo - Priya Darshini – Periphery - Superposition – Form//Less - Cory Wong & Jon Batiste – Meditations                                  | Jim West (2012)          |
| 2022 3. April 2022   | Stewart Copeland und Ricky Kej                            | Vereinigte Staaten             | Divine Tides                                     | - Will Ackerman, Jeff Oster & Tom Eaton – Brothers - Wouter Kellerman & David Arkenstone – Pangaea - Opium Moon – Night + Day - Laura Sullivan – Pieces of Forever                                               |                          |
| 2023 5. Februar 2023 | White Sun                                                 | Vereinigte Staaten             | Mystic Mirror                                    | - Will Ackerman – Positano Songs - Paul Avgerinos – Joy - Madi Das & Dave Stringer with Bhakti Without Borders – Mantra Americana - Cheryl B. Engelhardt – The Passenger                                         |                          |
| 2024 4. Februar 2024 | Carla Patullo featuring Tonality and the Scorchio Quartet | Vereinigte Staaten             | So She Howls                                     | - Kirsten Agresta-Copely – Aquamarine - Omar Akram – Moments of Beauty - Ólafur Arnalds – Some Kind of Peace (Piano Reworks) - David Darling & Hans Christian – Ocean Dreaming Ocean                             |                          |
| 2025 2. Februar 2025 | Wouter Kellerman, Éru Matsumoto & Chandrika Tandon        | Südafrika Vereinigte Staaten   | Triveni                                          | - Break of Dawn von Ricky Kej - Visions of Sounds de Luxe von Chris Redding - Opus von Ryuichi Sakamoto - Chapter II: How Dark It Is Before Dawn von Anoushka Shankar - Warriors of Light von Radhika Vekaria    |                          |